# Joan Perez de Lazarraga

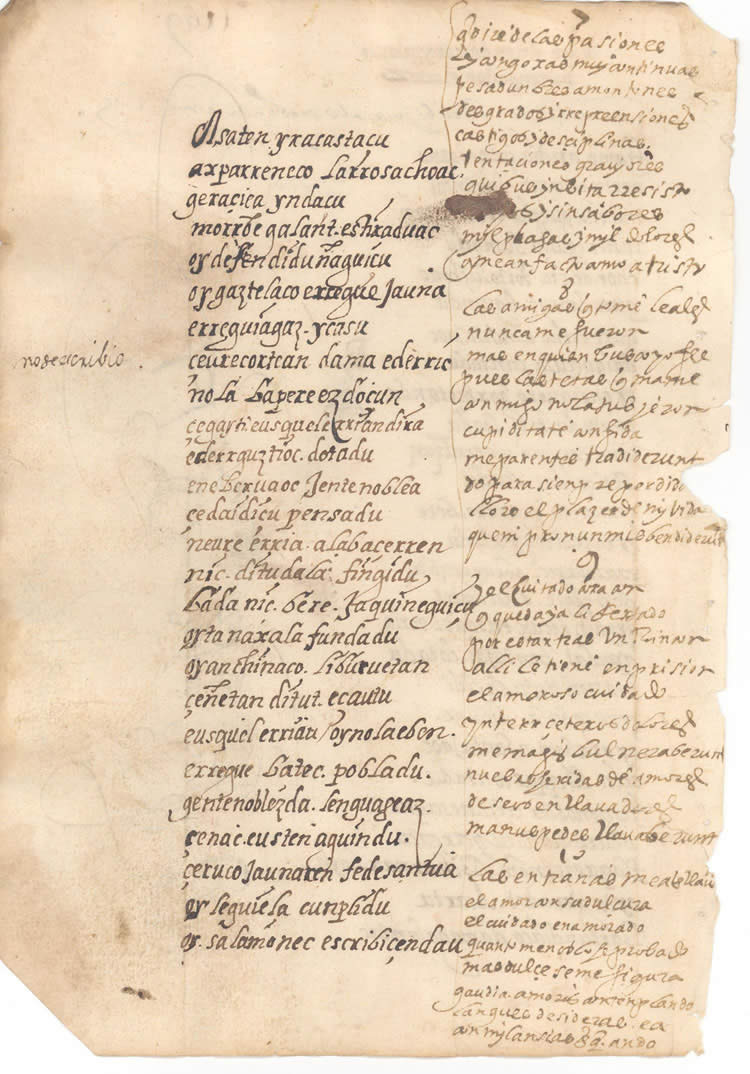
Page manuscrite de Lazarraga.

Joan Perez de Lazarraga, seigneur de la tour de Larrea, né vers 1548 et mort le 12 avril 1605, est un écrivain basque, né et mort à Larrea dans la province d'Álava. 

## Biographie et œuvre
Il naît vers 1548 à Larrea. Seigneur de Larrea, est membre d'une famille originaire d'Oñati. En tant qu’écrivain, il est l’un des rares auteurs de la Renaissance à écrire en basque. Vers 1567, il laisse une collection de documents écrits, formant ensemble un roman pastoral intitulé Silbero, Silbia, Doristeo et Sirena, en 21 exemplaires.
Il meurt le 12 avril 1605.
En 2004, le manuscrit a été découvert dans un magasin d'antiquités à Madrid. C'est l'un des rares textes en basque à avoir survécu au XVIe siècle, et le plus ancien du Pays basque méridional. Le gouvernement Foral de Gipuzkoa a acheté le texte et l'a mis à disposition du public via internet. Patri Urkizu a préparé la première édition intitulée "Dianea et Couplets". Cette première édition est apparue sous la forme d'un recueil de documents et a été réalisée rapidement, sans les vérifications nécessaires, de sorte qu'un groupe d'experts basques prépare actuellement une meilleure édition. 
Cette découverte est très importante pour la linguistique basque, car c'est un outil très important pour clarifier l'histoire du dialecte basque d’Alava et du basque occidental, et présente des formes et des mots jamais documentés auparavant.